# Pandàlids
Els pandàlids (Pandalidae) són una família de crustacis decàpodes de l'infraordre Caridea. És una de les principals famílies de crustacis carideus que hi ha a la Mediterrània occidental, i una de les espècies més comunes és la gamba panxuda (Plesionika edwardsii) que viu entre els 300 i els 400 m de profunditat.

## Característiques
Són unes petites gambes que es caracteritzen per tenir el carp del segon parell de pereiopodis dividit en dos o més artells, i no posseeixen la pinça del primer parell de pereiopodis i, si la tenen, és molt petita.

## Història natural
Generalment són bentònics, però hi ha espècies pelàgiques. En alguns casos s'agrupen en grups petits que són d'interès comercial. Solen alimentar-se de petits crustacis, mol·luscs i poliquets.

## Sistemàtica
La família Pandalidae inclou 194 espècies en 19 gèneres:
- Atlantopandalus Komai, 1999
- Austropandalus Holthuis, 1952
- Bitias Fransen, 1990
- Chelonika Fransen, 1997
- Chlorotocoides Kemp, 1925
- Chlorotocus A. Milne-Edwards, 1882
- Dichelopandalus Caullery, 1896
- Dorodotes Spence Bate, 1888
- Heterocarpus A. Milne-Edwards, 1881
- Heteronika Hendrickx, 2019
- Notopandalus Yaldwyn, 1960
- Pandalina Calman, 1899
- Pandalus Leach, 1814
- Pantomus A. Milne-Edwards, 1883
- Peripandalus de Man, 1917
- Plesionika Spence Bate, 1888
- Procletes Spence Bate, 1888
- Pseudopandalus Crosnier, 1997
- Thalassocaris Stimpson, 1860